# Bitka za Keljbadžar
Bitka za Keljbadžar odvijala se u ožujku i travnju 1993. između Armenije, Gorskog Karabaha i Azerbajdžana u sklopu Rata u Gorskom Karabahu. Okončana je armenskim uzećem strateški važnog sela Keljbadžara.
Grad Keljbadžar nalazilo se izvan sporne Autonomne oblasti Gorski Karabah, no unutar zemljopisne regije Gorskog Karabaha u Azerbajdžanu, oko koje su se armenske i azerske snage borile od 1988. Armenski napad prema Keljbadžaru bio je prvi napad armenskih snaga izvan granica Autonomne oblasti. Okolicu Keljbadžara, koja se nalazi između Armenije i zapadne granice Gorskog Karabaha, čini nekoliko sela i središte provincije - Keljbadžar. Nakon početnog žestokog otpora, azerska obrana se ubrzo raspala, a selo je zauzeto 3. travnja 1993. Keljbadžar je danas pod nadzorom Gorskog Karabaha.

## Uvod
U vrijeme Sovjetskog Saveza, Autonomna oblast Gorski Karabah imala je većinsko armensko stanovništvo, koje je činilo 75% ukupnog pučanstva. Kako se 1980-ih Sovjetski Savez počeo raspadati, karabaška vlada izrazila je želju za ujedinjenjem s Armenskom SSR. Armenija i Azerbajdžan do 1991. su bile neovisne republike, a Gorski Karabah je ostao međunarodno nepriznat, unatoč proglašenju neovisnosti od strane karabaške vlade. Nasilja niskog intenziteta između dvije nacionalne skupine izbila su u veljači 1988., no ubrzo su eskalirala te su se u njima rabili sovjetski tenkovi, helikopteri, lovci i bombarderi, koje su stekle obje strane nakon raspada Sovjetskog Saveza.
Armenske snage su 9. svibnja 1992. zauzele planinsko uporište Šuši, te su do iduće godine ostale u obrambenom položaju. Borbe između armenskim i azerskih snaga nastavile su se u drugim mjestima enklave, Berdzoru, Martuniju i Martakertu. No, sve azerske ofenzive su propale ili azerske snage nisu uspjele zadržati zauzeto područje. Azerska vojska se do proljeća 1993. se u značajnoj mjeri pretvorila u neorganizirane i inkonherentne borbene skupine, iako je početkom sukoba pokazivala nadmoć nad armenskim snagama. Borbe su se do ožujka 1993. prebacile na zapad i jug Gorskog Karabaha.
Keljbadžar je bio rajon okružen s nekoliko kanjona i planinskim masivom Mrav. Armenske snage izvale su napad iz četiri smjera, uključujući i s područja Armenije, te su zauzele područje veličine 1900 km2. Time je Armenija bila povezana s Gorskim Karabahom te je otvoren drugi koridor preko kojeg je Armenija mogla slati pomoć.

## Regija Keljbadžara
Keljbadžar se nalazio između Armenije i zapadne granice nekadašnje Autonomne oblasti Gorski Karabah, između strmog planinskog masiva. Prije rata imao je između 45 000 - 60 000 stanovnika, uglavnom Azera i Kurda. Armenci su se tijekom rata žalili na preko 70-godišnju azersku vlast, tvrdeći da se brane od azerske agresije. Uzeće gradova Ivanjana i Šušija od strane armenskih snaga napravljeno je iz sigurnosnih razloga kako bi se spriječilo topničko bombardiranje tih gradova. No, nakon uzeća Ivanjana, armenske snage počinile su pokolj nad azerskim pučanstvom. Opravdavanje svojih zahtjeva za ujedinjenjem s Armenijom obrazlagali su time što je područje Gorskog Karabaha povijesno pripadalo Armeniji.
U ožujku 1993. pristigle su obavijesti da azerske snage vrše upade i imaju topnički baraž na području Keljbadžarskog rajona, što je nagnalo vojne časnike da pokrenu ofenzivu prema rajonu. Međutim, Monte Melkonian, istaknuti armenski zapovjednik, ustvrdio je da se povod za ofenzivu prema Keljbadžaru dogodio zbog težnje armenskog zapovjednika južnog bojišta u Martuniju za zauzimanjem rajona, a ne zbog azerskih upada i topničke baraže. Melkonian je tvrdio da je zapovjednik rekao kako je to "povijesno pitanje" i da je rajon "povijesna Armenija", te da će "ukazati na stvarnost Azerima s topovima". Dodao je da bi "bilo lijepo kada bi Azeri razumjeli da je stvarnost stvarnost, složili se i rekli 'OK', to je vaše i to je to".:str. 244. - 245.

## Bitka

### Žestoki otpor
Porazi krajem ožujka nagnali su azersku vojsku da evakuira civile iz regije prema sjeveru u grad Yevlax i drugi najveći grad Gəncu. Armenci su postrojili nagu od stotinjak vojnika koji su trebali ući u Keljbadžar iz različitih smjerova. Melkonianov odred tenkova i pješaštva iz Karabaha trebao je napasti s jugoistoka; jedna postrojba od pedeset vojnika trebala je napasti iz grada Vardenisa, sa zapada; treća postrojba trebala je napasti iz sela Ağdabana na sjeveru, a glavna udarna snaga trebala je doći iz sela Nareštara.:str. 243.-244.
U razbijenom selu Čarektaru u Keljbadžarskom rajonu već su se vodile iscrpne borbe ranijih tjedana, te su, kako je počela armenska ofenziva 27. ožujka, stigla pojačanja od azerskih snaga i stranih dobrovoljaca. No, umjesto pokretanja istovremenog napada, samo su pokrenule se postrojbe iz Ağdabana i Nareštara. Melkonianova oklopna kolona pokrenula se tek kasnije te se suočila s čvrstim otporom na nasipu utvrđene obrane, zbog čega su njegove postrojbe bile prisiljene na povlačenje.:str. 244. Postrojbe u Vardenisu su započele napad nedugo poslije, no njihovo napredovanje je bilo usporeno jer su se morali kretati kroz snježne prolaze planine Mrav.
Idućeg dana, Melkonianove postrojbe izvele su protunapad na Čarektar, te je uslijedila osmosatna borba nakon koje su njegove postrojbe uspjele probiti obranu. Raširene azerske snage širom regije omogućile su Armencima 29 kilometarsko napredovanje i dosezanje rijeke Tartar 31. ožujka.:str. 245. Od njega je istoimeno središte Keljbadžarskog rajona, presudno raskrižje koje je vodilo k Berdzoru i selu Zuar, bilo udaljeno dodatnih 20 km. Do 29. ožujka, armenske snage su okružile grad Keljbadžar. Novinar je svjedočio intenzivnom bombardiranju grada, uključujući iz lansera raketa BM-21 Grad s područja Armenije.

### Melkonianovo napredovanje
Iduća dva dana masovna izbjeglička kolona automobila i kamiona vukla se preko raskrižja. Melkonian je svojim postrojbama naredio zaustavljanje napredovanja dok ostatci kolone nisu napustili područje ranog poslijepodneva 1. travnja. Prepostavljajući da je glavnina izbjeglica otišla, Melkonian je naredio napredovanje te je poslao odred da čuva vitalne tunele koji su vodili južno prema Zuaru. Pod pretpostavkom da je većina civila napustila područja, njegove postrojbe su u tunelu napale transportni kamion GAZ-53 u tunelu, misleći da se radi o vojnom kamionu. Napali su ga granatama na raketni pogon i jurišnim puškama, nakon čega je kamion bio uništen. Nakon uništenja i razmatranja štete, vojnici su uvidjeli da su uništili kamion popunjen u potpunosti civilima. Dvadeset i pet kurdskih i azerskih radnika s kolhoza bilo je napadnuto, njih četvero, uključujući vozača i njegovu kćer, je ubijeno. Ostatak civila je po Melkonianovom naređenju bio premješten u bolnicu u Stepanakertu, glavnom gradu Gorskog Karabaha. Međutim, jedanaest ih je naknadno umrlo od posljedica napada.:str. 245.-246.
Nakon incidenta u Zuaru, Melkonianove postrojbe su napredovale i dosegle iduće vitalno raskrižje koje je vodilo prema Gənci, 15 km udaljenoj od Keljbadžara. Civili iz Keljbadžara nastavili su se evakuirati zrakom i preko raskrižja, a Melkonian je zaustavio napredovanje za idućih 40 sati, kako bi omogućio prolazak prometnoj koloni. Njegove postrojbe su 1. travnja poslale radio-poruku guverneru rajona, naređujući njegovim snagama da napuste Keljbadžar. Rok ultimatuma isticao je u 14:00 idućeg dana. Rabeći kodno ime "Kan", guverner je odgovorio "nećemo otići... borit ćemo se do kraja".:str. 246.

### Odlučujući udar
Kako je rok za ispunjenje ultimatuma prošao 2. travnja, Melkonianovi oklopnjaci ušli su na raskrižje i sukobili se s postavom azerskih tenkova i pješaštva. Uslijedila je borba puškama, no trajala je samo nekoliko minuta jer je obrambena linija uskoro bila razbijena i uništena. Mnoge azerske postrojbe bile su slabo pripremljene za napad, što je Melkonian primijetio zbog manjka njihove opreme.:str. 247. Iako je broj njegovih snaga smanjen na šezdeset osam vojnika, premalo za zauzimanje Keljbadžarra, Melkonian je naredio napredovanje.
Do 3. travnja, armenske snage su okružile Keljbadžar, a otpor je oslabio. Azerski zapovjednik Surət Hüseynov i njegova 709. brigada, koja je imala zadatak braniti planinu Mrav, povukla se u Gəncu nakon što su se politički i vojni problemi počeli odražavati i na bojištu. Umor od rata koji je zahvaćao pučanstvo u Keljbadžaru opisao je Melkonianov stariji brat Markar Melkonian:
Iako su njegove postrojbe zakasnile u borbama, središte rajona bilo je zauzeto. Osim poljoprivrednog života, grad je bio uvelike napušten. Uzeće rajona označilo je trajni otkos područja koje su držali Armenci, a koje se protezalo od Karabaha do Armenije, te zauzimalo prostor od 3000 km2. U povlačenju kroz Omarov prolaz u planini Mrav, mnoge azerske izbjeglice su se smrzle do smrti. Gotovo 39 000 civila prošlo je kroz izbjegličke kampove u Yevlaxu i Daşkəsənu, a oko 15 000 njih igubio se svaki trag. Četiri azerska helikoptera Mil Mi-8 koja su prevozila izbjeglice i ranjenike iz borbenih zona su se srušila, a posljednji su oborile armenske snage. Pronalascima Human Rights Watcha zaključeno je da su armenske snage tijekom ofenzive na Keljbadžar počinile brojne prekršaje pravila ratovanja, uključujući prisilno protjerivanje civilnog stanovništva, bezobzirnu paljbu i uzimanje talaca.

## Političke posljedice
Armenska ofenziva izazvala je međunarodnu kritiku Armenaca u Karabahu i u Armeniji. Vəfa Quluzadə, glavni savjetnik ondašnjeg azerskog predsjednika Əbülfəza Elçibəya, pretpostavljao je da je rajon zauzet prelako zbog pomoći ruske 128. pukovnije 7. ruske armije, koja je bila stacionirana u Armeniji. Ovu optužbu opovrgao je zapovjednik operacije Gurgen Dalibaltajan i drugi, jer "Moskva nije imala potpunu kontrolu nad armenskom vojnom operacijom". Turska, armenski zapadni susjed, zaustavila je humanitarnu pomoć preko svog područja. SAD su također osudile ofenzivu, objavivši "oštar ukor" i šaljući popratno pismo armenskoj vladi.
Armenia's western neighbor, Turkey halted humanitarian aid coming through its borders. The United States also condemned the offensive, issuing a "sharp rebuke" and sending an accompanying letter to the Armenian government.
Pod supokroviteljstvom Turske i Pakistana, Vijeće sigurnosti UN-a izdalo je Rezoluciju 822, kojom su Armenci u regiju pozvani na promptno povlačenje iz Keljbadžara i drugih dijelova Azerbajdžana. Turski predsjednik Turgut Özal tražio je vojnu intervenciju na strani Azerbajdžana te je 14. travnja putovao turkijskim bivšim sovjetskim republikama. Tri dana kasnije Özal je umro od srčanog udara. Iran je također osudio ofenzivu, pošto su mnoge azerske izbjeglice bježale prema jugu na iransku granicu. U pokušaju da okončaju neprijateljstva, SAD, Rusija i Turska, su 3. svibnja pozvale na implementaciju Rezolucije, no sukobljene strane se nisu uspjele usuglasiti.